# Hebüllü, Reşadiye
Hebüllü là một xã thuộc huyện Reşadiye, tỉnh Tokat, Thổ Nhĩ Kỳ. Dân số thời điểm năm 2011 là 262 người.